# Christian Junggeburth

Christian Junggeburth

Christian Junggeburth (* 16. Januar 1887 in Bergheim; † 1929 in Bonn) war ein deutscher Radrennfahrer und Schrittmacher.
Christian Junggeburth lernte den Beruf eines Metzgers. Im Jahre 1905 wurde er Berufsrennfahrer, konnte aber lediglich Erfolge auf lokaler Ebene auf der Radrennbahn in Köln erringen.  Auch als Ringer war der große und kräftige Mann aktiv. Im Jahre 1908 wurde er Schrittmacher.
Junggeburth führte prominente Steher wie die Weltmeister Victor Linart und Robert Walthour. 1925 führte er Karl Saldow zum deutschen Meistertitel. Sein größter Erfolg war im Jahre 1927 der Titel des Vize-Weltmeisters, den er gemeinsam mit dem Kölner Paul Krewer auf der Bahn im Stadion am Zoo in Elberfeld errang.
Zwei Jahre später wurde Christian Junggeburth, genannt „De Kreß“, bei einem Autounfall schwer verletzt. Paul Krewer hatte den Wagen gesteuert, der in Bonn mit einer Straßenbahn zusammenstieß. Junggeburth starb einige Tage später im Krankenhaus an einer Blutvergiftung.